# Zagorje, Žrelec
Zagorje (nemško Saager) je naselje v Občini Žrelec v Okraju Celovec-dežela na Koroškem v Avstriji.